# Kochma
Kochma – miasto w Rosji, w obwodzie iwanowskim. W 2010 roku liczyło 29 411 mieszkańców.